# Comarca de Portalegre
A comarca de Portalegre é uma comarca integrada na divisão judiciária de Portugal. Tem sede em Portalegre.
A comarca de Portalegre abrange uma área de 6 065 km² e tem como população residente 111 009 habitantes (2011).
Integram a comarca de Portalegre os municípios seguintes:
- Portalegre
- Alter do Chão
- Arronches
- Avis
- Campo Maior
- Castelo de Vide
- Crato
- Elvas
- Fronteira
- Gavião
- Marvão
- Monforte
- Nisa
- Ponte de Sor
- Sousel

A comarca de Portalegre integra a área de jurisdição do Tribunal da Relação de Évora.